# Draft WNBA 2013
Il Draft WNBA 2013 fu il diciassettesimo draft tenuto dalla WNBA e si svolse il 15 aprile 2013.
|  | Giocatrici selezionate per l'all-star game WNBA |

## Primo giro
| Scelta | Giocatrice        | Nazionalità | Squadra WNBA                                 | College/Squadra di club |
| ------ | ----------------- | ----------- | -------------------------------------------- | ----------------------- |
| 1      | Brittney Griner   | Stati Uniti | Phoenix Mercury                              | Baylor Bears            |
| 2      | Elena Delle Donne | Stati Uniti | Chicago Sky                                  | Delaware F.B. Hens      |
| 3      | Skylar Diggins    | Stati Uniti | Tulsa Shock                                  | N. Dame F. Irish        |
| 4      | Tayler Hill       | Stati Uniti | Washington Mystics                           | Ohio St. Buckeyes       |
| 5      | Kelsey Bone       | Stati Uniti | New York Liberty                             | Texas A&M Aggies        |
| 6      | Tianna Hawkins    | Stati Uniti | Seattle Storm                                | Maryland Terrapins      |
| 7      | Toni Young        | Stati Uniti | New York Liberty (da Atlanta via Washington) | OSU Cowgirls            |
| 8      | Kayla Alexander   | Canada      | San Antonio Silver Stars                     | Syracuse Orange         |
| 9      | Layshia Clarendon | Stati Uniti | Indiana Fever                                | Calif. G. Bears         |
| 10     | A'dia Mathies     | Stati Uniti | Los Angeles Sparks                           | Kentucky Wildcats       |
| 11     | Kelly Faris       | Stati Uniti | Connecticut Sun                              | UConn Huskies           |
| 12     | Lindsey Moore     | Stati Uniti | Minnesota Lynx                               | UNL Cornhuskers         |

## Secondo giro
| Scelta | Giocatrice           | Nazionalità | Squadra WNBA                          | College/Squadra di club |
| ------ | -------------------- | ----------- | ------------------------------------- | ----------------------- |
| 13     | Alex Bentley         | Stati Uniti | Atlanta Dream (da Washington)         | Penn State L. Lions     |
| 14     | Sugar Rodgers        | Stati Uniti | Minnesota Lynx (da Phoenix)           | Georgetown Hoyas        |
| 15     | Kamiko Williams      | Stati Uniti | New York Liberty (da Tulsa)           | Tenn. L. Volunteers     |
| 16     | Davellyn Whyte       | Stati Uniti | San Antonio Silver Stars (da Chicago) | Arizona Wildcats        |
| 17     | Nadirah McKenith     | Stati Uniti | Washington Mystics (da New York)      | St. John's R. Storm     |
| 18     | Chelsea Poppens      | Stati Uniti | Seattle Storm                         | Iowa St. Cyclones       |
| 19     | Emma Meesseman       | Belgio      | Washington Mystics (da Atlanta)       | Villeneuve-d'Ascq       |
| 20     | Diandra Tchatchouang | Francia     | San Antonio Silver Stars              | Perpignan               |
| 21     | Jasmine Hassell      | Stati Uniti | Indiana Fever                         | Georgia L. Bulld.       |
| 22     | Brittany Chambers    | Stati Uniti | Los Angeles Sparks                    | Kansas St. Wildcats     |
| 23     | Anna Prins           | Stati Uniti | Connecticut Sun                       | Iowa St. Cyclones       |
| 24     | Chucky Jeffery       | Stati Uniti | Minnesota Lynx                        | Colorado Buffaloes      |

## Terzo giro
| Scelta | Giocatrice                                   | Nazionalità | Squadra WNBA                     | College/Squadra di club |
| ------ | -------------------------------------------- | ----------- | -------------------------------- | ----------------------- |
| 25     | Shenneika Smith                              | Giamaica    | New York Liberty (da Washington) | St. John's R. Storm     |
| 26     | Nikki Greene                                 | Stati Uniti | Phoenix Mercury                  | Penn State L. Lions     |
| 27     | Olcay Çakır                                  | Turchia     | New York Liberty (da Tulsa)      | Fenerbahçe              |
| 28     | Brooklyn Pope                                | Stati Uniti | Chicago Sky                      | Baylor Bears            |
| 29     | Angel Goodrich                               | Stati Uniti | Tulsa Shock (da New York)        | Kansas Jayhawks         |
| 30     | Jasmine James                                | Stati Uniti | Seattle Storm                    | Georgia L. Bulld.       |
| 31     | Anne Marie Armstrong                         | Stati Uniti | Atlanta Dream                    | Georgia L. Bulld.       |
| 32     | Whitney Hand                                 | Stati Uniti | San Antonio Silver Stars         | Oklahoma Sooners        |
| 33     | Jennifer George                              | Stati Uniti | Indiana Fever                    | Florida Gators          |
| 34     | Alina Jahupova (scelta in seguito annullata) | Ucraina     | Los Angeles Sparks               | Elizabeth-Basket        |
| 35     | Andrea Smith                                 | Stati Uniti | Connecticut Sun                  | South Florida Bulls     |
| 36     | Waltiea Rolle                                | Bahamas     | Minnesota Lynx                   | N. Carol. Tar Heels     |